# Тайшан
Тайшан (на китайски: 泰山; на пинин: Tàishān) е планина в Източен Китай, в провинция Шандун, съставна част на Шандунските планини. Разположена и южно от град Дзинан и от север, запад и юг е оградена от Великата Китайска равнина. Най-висока точка е връх Юхуандин (1533 m). Изградена е от гнайси, гранити, шисти и варовици. На север стръмно се спуска към долината на река Хуанхъ.
Тайшан е една от Петте велики планини, заемаща важно място в китайската културна традиция и е място за поклонения от две хилядолетия. Ту са съсредоточени многочислени паметници на китайската архитектура: храмовия комплекс Даймяо (в подножието на планината), като главната постройка – двореца Тянкуандян е основан в периода на управлението на династията Хан, каменното стълбище, храма Бисяци (на върха на планината) и др. През 1987 година цялата планина е включена в Списъка на световното наследство на ЮНЕСКО.